# Мартіль
Мартіль (бербер. ⵎⴰⵔⵜⵉⵍ; араб. مرتيل) — курортне місто в регіоні Танжер — Тетуан — Ель-Хосейма на півночі африканської країни Марокко.

## Географія
Розташоване на узбережжі Середземного моря на північний схід від Тетуана. На півночі знаходиться гольф-курорт Кабо-Негро. Центр міста знаходиться на нульовій висоті над рівнем моря.

## Транспорт
Найближчий аеропорт розташований у місті Тетуан.

## Назва
Назва Мартіль походить від річки, що протікає через однойменну долину. Під час іспанського протекторату над північним Марокко в першій половині XX століття була відома як Ріо-Мартін (на сьогодення перетворилася на «Мартіль»).